# Смешанная парная сборная Швейцарии по кёрлингу
Смешанная парная сборная Швейцарии по кёрлингу — смешанная национальная сборная команда (составленная из одного мужчины и одной женщины), представляет Швейцарию на международных соревнованиях по кёрлингу. Управляющей организацией выступает Ассоциация кёрлинга Швейцарии (англ. Swiss Curling Association)

## Результаты выступлений

### Олимпийские игры
| Год  | Место | Игры | Победы | Поражения | Состав (женщина, мужчина, тренер)                                                       |
| ---- | ----- | ---- | ------ | --------- | --------------------------------------------------------------------------------------- |
| 2018 | 2     | 9    | 6      | 3         | Женни Перре, Мартин Риос, Theo Schneider (тренер), Себастьян Шток (национальный тренер) |
| 2022 | 7     | 9    | 3      | 6         | Женни Перре, Мартин Риос, Peter Hartmann (тренер)                                       |

(данные отсюда:)

### Чемпионаты мира
| Год  | Место                                         | Игры                                          | Победы                                        | Поражения                                     | Состав (женщина, мужчина, тренер)                                                    |
| ---- | --------------------------------------------- | --------------------------------------------- | --------------------------------------------- | --------------------------------------------- | ------------------------------------------------------------------------------------ |
| 2008 | 1                                             | 9                                             | 9                                             | 0                                             | Ирене Шори, Тони Мюллер, Heinz Schmid (тренер)                                       |
| 2009 | 1                                             | 10                                            | 10                                            | 0                                             | Ирене Шори, Тони Мюллер                                                              |
| 2010 | 7                                             | 5                                             | 4                                             | 1                                             | Ирене Шори, Тони Мюллер, Lorne Hamblin (тренер)                                      |
| 2011 | 1                                             | 10                                            | 10                                            | 0                                             | Алина Пец, Свен Михель, Люция Эбнётер (тренер)                                       |
| 2012 | 1                                             | 11                                            | 11                                            | 0                                             | Надин Леман, Мартин Риос, Аллан Мур (тренер)                                         |
| 2013 | 6                                             | 9                                             | 8                                             | 1                                             | Надин Леман, Мартин Риос, Аллан Мур (тренер)                                         |
| 2014 | 1                                             | 10                                            | 9                                             | 1                                             | Мишель Гриби, Рето Гриби, Аллан Мур (тренер)                                         |
| 2015 | 13                                            | 9                                             | 5                                             | 4                                             | Карол Ховальд, Марк Пфистер, Лоранс Бидо (тренер)                                    |
| 2016 | 28                                            | 5                                             | 3                                             | 2                                             | Флурина Коблер, Ив Хесс, Лоранс Бидо (тренер)                                        |
| 2017 | 1                                             | 10                                            | 10                                            | 0                                             | Женни Перре, Мартин Риос, Лоранс Бидо (тренер)                                       |
| 2018 | 1                                             | 11                                            | 10                                            | 1                                             | Мишель Ягги, Свен Михель, Себастьян Шток (тренер)                                    |
| 2019 | 9                                             | 8                                             | 6                                             | 2                                             | Даниэла Рупп, Кевин Вундерлин, Себастьян Шток (тренер)                               |
| 2020 | чемпионат был отменён из-за пандемии COVID-19 | чемпионат был отменён из-за пандемии COVID-19 | чемпионат был отменён из-за пандемии COVID-19 | чемпионат был отменён из-за пандемии COVID-19 | чемпионат был отменён из-за пандемии COVID-19                                        |
| 2021 | 5                                             | 10                                            | 5                                             | 5                                             | Женни Перре, Мартин Риос, Peter Hartmann (тренер)                                    |
| 2022 | 2                                             | 11                                            | 8                                             | 3                                             | Алина Пец, Свен Михель, Stefan Meienberg (тренер)                                    |
| 2023 | 7                                             | 9                                             | 7                                             | 2                                             | Бриар Шваллер-Хюрлиман, Янник Шваллер, Виктор Челль (тренер)                         |
| 2024 | 4                                             | 12                                            | 7                                             | 5                                             | Бриар Шваллер-Хюрлиман, Янник Шваллер, Себастьян Шток (тренер)                       |
| 2025 | 11                                            | 9                                             | 5                                             | 4                                             | Алина Пец, Свен Михель, Петер де Круз (тренер), Себастьян Шток (национальный тренер) |

(данные отсюда:)

### Универсиады
| Год  | Место | Игры | Победы | Поражения | Состав (женщина, мужчина, тренер)                             |
| ---- | ----- | ---- | ------ | --------- | ------------------------------------------------------------- |
| 2025 | 6     | 7    | 2      | 5         | Nadine Bärtschiger, Matthieu Fague, Stefan Meienberg (тренер) |

(источник:)